# Trichonotus nikii
Trichonotus nikii és una espècie de peix de la família dels triconòtids i de l'ordre dels perciformes.

## Descripció
- Fa 11,4 cm de llargària màxima.[7]

## Hàbitat i distribució geogràfica
És un peix marí, demersal (fins als 245 m de fondària) i de clima tropical, el qual viu al mar Roig: Egipte, Israel, Jordània i el Sudan.

## Observacions
És inofensiu per als humans.